# Helge Grans
Carl August Helge Grans, född 10 maj 2002 i Ljungby, är en svensk professionell ishockeyspelare som spelar för Malmö Redhawks i Svenska hockeyligan. Hans moderklubb är IF Troja/Ljungby.
Helge Grans draftades i andra rundan i NHL:s draft 2020 av Los Angeles Kings som 35:e spelare totalt. 
För tillfället har Helge Grans kontrakt med Malmö Redhawks fram tills säsongen 2020/2021. Under tidigare säsonger har han stått för 21 matcher i SHL, under denna tid stod han för 3 poäng.